# Verinsko
Verinsko (bulgariska: Веринско) är ett distrikt i Bulgarien.   Det ligger i kommunen Obsjtina Ichtiman och regionen Sofijska oblast, i den västra delen av landet, 40 km sydost om huvudstaden Sofia.
I omgivningarna runt Verinsko växer i huvudsak lövfällande lövskog. Runt Verinsko är det ganska glesbefolkat, med 31 invånare per kvadratkilometer.